# 女皇帝
女皇帝即女性皇帝。女性國王則叫女王，比女皇帝更低一級。汉语中“皇帝”一词无性别之分，男女皆称“皇帝”（如武则天自封“圣神皇帝”），因此，中国的“女皇帝”一词及其简称“女皇”、“女帝”都不是称号，而是仅在需要强调其女性身份时才使用的词语，在中国，正式称号男女都是“皇帝”。西方语言有性别之分，“女皇帝”一词是君主为皇帝的君主制国家名义上的最高统治者为女性时的称号，与“皇帝”称号有别，一般简称女皇，在日本也可简称为女帝（如英语中“皇帝”为emperor，“女皇帝”为empress）。开创日本飞鸟时代的女天皇推古天皇（西元592年登基）是漢字文化圈历史上第一位女皇帝（不過除去傳說成分，日本的君主頭銜自天武天皇開始才開始改稱天皇，且「推古」諡號是後世淡海三船所擬），若不把天武天皇之前的日本天皇列入計算，则日本的持統天皇才是漢字文化圈历史上第一位女皇帝。整个世界历史上被普遍承认的女皇帝有两位数（包括天武天皇之前的两位女天皇），远远少于男性皇帝，这与父系社会确立以来全世界普遍存在的男尊女卑思想有直接关系。

## 名词解释
汉语中“皇帝”一词没有性别区分，男女皆称皇帝，如武则天自封“圣神皇帝”。“女皇帝”、“女帝”、“女皇”一词仅在需要强调其女性身份的时候才使用。正式称号男女都是“皇帝”。
女皇帝一词在中國、日本等汉字文化圈地域含义清晰，但在欧美国家则比较模糊，原因是在这些国家的语言中，女皇帝与皇后是同一词，不像在汉语、日语等汉字文化圈语言中那样区别明显。例如英语的empress，有女皇帝与皇后双重含义，为了区别就在empress后加上regnant（居统治地位）表示女皇帝（empress regnant），加上consort（君主配偶）表示皇后（empress consort）。
由于粤语“王”“皇”同音和殖民地历史原因，港澳地区多称英国女性君主为“英女皇”，但英国女性君主头衔在其他中文地區仅被譯为女王（Queen）。值得一提的是英国维多利亚女王，因1876年至1901年兼任印度女皇（Empress of India），成为唯一一位拥有女皇帝（Empress）头衔的英国女性君主。

## 概述
女皇帝或女王的出现一般有两种情况，第一种是前任君主的女性血亲（如公主）继位，通常在这种情况下国家法律规定女性拥有帝位继承权，帝位继承以和平的方式进行，例如俄罗斯帝国的安娜女皇和日本的元正天皇。
第二种情况是前任皇帝的皇后在夫君死后继承帝位，出现这种情况很多是由于国家法律没有规定女性的帝位继承权而女性的权力足够大或临时获得统治利益集团的支持，帝位更替往往会伴随着流血或不流血的政变的发生，例如中国的武则天和东罗马帝国的伊琳娜女皇。
第三种情况是第一种情况和第二种情况都符合，即前任皇帝血亲也是皇后（或妃子），这种情况在古代盛行近亲结婚的日本比较常见，日本前四位女天皇推古天皇、皇极天皇（齐明天皇）、持统天皇和元明天皇都属于这种情况。
值得一提的是，日本在592年至770年不到200年的时间里出现了6位、8代女天皇，共掌权90年，其中推古天皇和元明天皇分别是飞鸟时代和奈良时代的开创者。这段时期是日本历史上独特的“女帝时代”。日本也是世界历史上最多女性皇帝的国家，共有10代、8位女天皇。

## 女皇帝列表

### 亚洲

#### 中国
北魏
- 元姑娘：北魏皇帝（528年在位）。魏孝明帝与潘外憐之女。528年二月，其祖母胡太后毒死其父孝明帝，假称她为男婴，以皇太子身份继承皇位，當时元氏甫出生50天；然而她即位当天，胡太后宣布她的真实身份並废之，改立元钊为帝；不到一个月，尔朱荣攻陷首都洛阳，发动河阴之变，沉胡太后和幼主元钊于黄河，另立孝莊帝，女婴皇帝则不知所終。她的女皇帝身分普遍不被后世所承认，一来是因为她是胡太后的傀儡，二来是因为她是以冒名男婴而即帝位的。

睦州
- 陳碩真：一作陈硕贞，文佳皇帝（653年在位）。唐高宗时睦州清溪县（今浙江省淳安县）农民起义领袖；本为女巫，自称从上天回到人间，化身为男子，以妖言惑众；653年十月初起兵，自称“文佳皇帝”；但起义很快失败，她本人也于当年十一月被杀。后世大多不承认她为女皇帝，一来是因为她所领导的起义在国泰民安的高宗时代只称得上是叛乱，二来是因为她已经化为男身了；但也有小部分学者承认她的女皇帝身份，如现代史学家翦伯赞在其所编撰的《中国史纲要》中称她为“中国第一个女皇帝”。

武周
- 武则天：姓名武曌，武周皇帝（690年－705年在位），中国历史上唯一普遍承認的女皇帝。唐太宗李世民的才人、唐高宗李治的皇后，唐中宗李显和唐睿宗李旦的生母，武周唯一的皇帝。武氏14岁进入唐太宗的皇宫，十二年不得遷。后与太子李治有染；649年，太宗駕崩，高宗即位，以先帝後宮身份入感业寺出家；651年奉诏重入後宫；经过幾番宫廷斗争於655年被高宗冊立為皇后。高宗在位中後期因疾不能視朝，乃逐步放權於武后。武后创建垂帘听政制度，掌握实际权力；683年高宗駕崩後，先後擁立其子中宗和睿宗为帝，以皇太后之身临朝称制；690年迫睿宗李旦退位，正式推翻李唐皇族，後於同年九月自立为大周皇帝，定尊号為“圣神皇帝”，建立武周政權，史称“武周革命”。705年因“神龍政变”被迫内禅于皇太子李显，被尊为“则天大圣皇帝”，亦成为中国历史上唯一的女性太上皇 （太上女皇），退位數月後崩逝，享壽八十一歲，死前下詔命令為她除去皇帝尊號，稱為“則天大聖皇后”；死后谥号多次改动，其孙唐玄宗时終定谥则天顺圣皇后，自此不再變更。武氏自成为高宗皇后起便逐步掌權，往後在高宗在位晚期掌握實權直到退位，历时50年；在位期间对外战争多数胜利，巩固并拓展了中国的版图；开创殿试和武举，发展了科举制度；继续推行均田制，促进了农业生产；国家较贞观之治时期更有所发展，史称“貞觀遺風”、“小貞觀之治”。

#### 日本
日本天皇是日本皇帝的称号，在日本“帝”等同于“天皇”，如神武天皇也称“神武帝”；因此日本的女天皇也属于女皇帝范畴。而所謂10代8位女天皇，是由於其中有兩位女天皇—皇極天皇和孝謙天皇，曾在退位後又因當時政局需要而再次登基。
飞鸟时代
- 推古天皇（592年－628年在位）：钦明天皇之女，敏达天皇妹、皇后，崇峻天皇妹，日本历史上第33代天皇、第一位女天皇；592年其兄崇峻天皇遭苏我马子杀害后被拥立为天皇；即位初立侄儿圣德太子为皇太子，推行改革；在位期间限制贵族权力，推崇佛教，4次遣使团访问中国隋朝，开创飞鸟时代；屡次发兵朝鲜半岛，讨伐新罗，未果。
- 皇极天皇（642年－645年在位，重祚为齐明天皇，655年－661年在位）：舒明天皇皇后，孝德天皇姐，日本历史上第35、37代天皇、第二位女天皇；642年其夫舒明天皇死后被权臣苏我虾夷拥立即位；645年其子中大兄皇子（后来的天智天皇）发动宫廷政变，灭苏我入鹿，乃内禅于其弟孝德天皇；654年孝德天皇死后于次年重祚，而实权掌握在儿子中大兄皇子手中；统治后期奢侈挥霍，广营宫室；在位最后一年发兵朝鲜半岛，支援百济，对抗新罗和大唐联军，未交战先病逝。两年后（663年），日本、百济联军在白江口之战中大败。

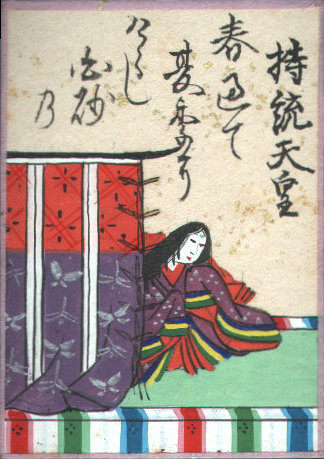
持统天皇

- 持統天皇（690年－697年在位）：天智天皇之女，天武天皇侄女、皇后，日本历史上第41代天皇、第三位女天皇；686年其叔父兼丈夫的天武天皇死後始临朝称制；689年其子草壁皇子逝世，乃于次年正月正式即位；697年内禅于其孙文武天皇，自稱太上天皇；统治期间日本文化得到很大发展，开始了白凤时代。
- 元明天皇（707年－715年在位）：天智天皇之女，持统天皇妹、儿媳妇，草壁皇子堂姐、太子妃，文武天皇堂姑母、母亲，日本历史上第43代天皇、第四位女天皇；707年其堂侄、也是儿子的文武天皇死后，由于其堂弟兼丈夫的草壁皇子早逝，乃即位；715年内禅于其女元正女天皇，退位为太上天皇；710年迁都平城京，开创了日本历史上的“奈良时代”。

奈良时代
- 元正天皇（715年－724年在位）：草壁皇子与元明天皇之女，日本历史上第44代天皇、第五位女天皇；715年其母元明天皇内禅，乃即位；724年内禅于其侄圣武天皇，为太上天皇。
- 孝謙天皇（749年－758年在位，重祚为称德天皇，764年－770年在位）：圣武天皇与光明皇后之女，日本历史上第46、48代天皇、第六位女天皇；749年其父圣武天皇内禅，乃即位；758年内禅于远房表弟淳仁天皇，为太上天皇，仍掌握实际大权；764年因藤原仲麻吕之乱，废黜淳仁天皇，重祚；在位期间多次派遣唐使出使唐朝，重用漢學者吉備真備，是“奈良时代”的全盛期；她在位後期則過度宠信道镜法王，颇多弊政。

江户时代
- 明正天皇（1629年－1643年在位）：后水尾天皇与德川和子之女，日本历史上第109代天皇、第七位女天皇；1629年其父后水尾天皇内禅，乃即位；1643年内禅于异母弟后光明天皇，为太上天皇。
- 後櫻町天皇（1762年－1770年在位）：樱町天皇之女，桃园天皇姐，日本历史上第117代天皇、第八位也是至今最后一位女天皇；1762年其弟桃园天皇死，由于桃园天皇之子英仁（后来的后桃园天皇）尚幼，乃即位；1770年内禅于侄桃园天皇，即位为太上天皇，继续辅政。

#### 越南
大越李朝
- 李昭皇[2]（1224年－1225年在位）：即李天馨，本名李佛金，越南历史上唯一的女皇帝，越南李朝第九位也是末代皇帝，李惠宗次女，初称昭圣公主；1224年因惠宗长女顺天公主已嫁，又无男嗣，乃立其为皇太女；同年权臣陈守度废惠宗，立其为帝，时年仅七岁，实际权力掌握在守度手中；1225年，嫁陈守度之侄陈日煚（即陈太宗），同年禅位于丈夫，降为昭圣皇后，李朝为陈朝所取代；因无子嗣，于1237年被陈守度逼令陈太宗废其后位，复称昭圣公主；1258年，被下令嫁給大臣黎輔陳。

#### 朝鲜半岛
新罗
- 善德女王：姓名金德曼，新羅女王（632年－647年在位），自称“聖祖皇姑”（外王內帝）[3] 。她兴建芬皇寺，彰显自己的女皇地位。

#### 印度尼西亚
松拜克切尔
- 比·松拜：女皇（1672年—1717年在位）[4]

#### 印度
婆乌摩-迦罗王朝
- 特里布瓦那·玛哈德维一世（英语：Tribhuvana Mahadevi I）：女性的王中之王（845年—850年在位）
- 特里布瓦那·玛哈德维二世（英语：Tribhuvana Mahadevi II）：女性的王中之王（约890年—896年在位）
- 特里布瓦那·玛哈德维三世（英语：Tribhuvana Mahadevi III）：女性的王中之王（约896年—905年在位）
- 高梨·玛哈德维（英语：Gauri Mahadevi）：女性的王中之王（约910年—916年在位）
- 丹迪·玛哈德维（英语：Dandi Mahadevi）：女性的王中之王（约916年—936年在位）
- 瓦库拉·玛哈德维（英语：Vakula Mahadevi）：女性的王中之王（约936年—940年在位）
- 达尔玛·玛哈德维（英语：Dharma Mahadevi）：女性的王中之王（约940年—950年在位）

阿卢帕王朝
- 巴拉玛哈德毗（英语：Ballamahadevi）：女性的王中之王（1275年—1292年在位）

德里蘇丹國
- 拉齊婭（1236年—1240年在位）：蘇丹，又稱“帕迪沙”。

英属印度

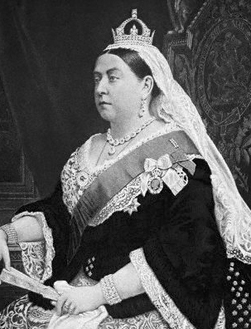
维多利亚女王

- 维多利亚：英国女王（1837年—1901年在位）、印度女皇（1876年—1901年在位），英属印度时期首任印度皇帝与唯一一位印度女皇，也是英国历史上唯一一位获得“女皇”称号的女性君主。1837年其伯父英王威廉四世逝世以后即位为英国女王；1840年发动鸦片战争，击败清朝，签订《南京条约》，开西方列强与中国签订不平等条约之先河；1877年接受“印度女皇”称号；其在位期间英国空前强盛，经济、科学、文学、艺术都有很大的发展，尤其是在殖民统治方面，使大英帝国进入全盛时期，成为第二个“日不落帝国”（第一个是西班牙帝国），被誉为“维多利亚时代”；如今世界上许多河流、湖泊、沙漠、瀑布、城市等都是以她的名字来命名的；其子女众多，与欧洲各国王室联姻，有“欧洲的祖母”之称。港澳地區亦將英國女性君主稱為「英女皇」，這是因為港澳地區遵循舊有之譯法，將英国君主稱為「英皇」或「女皇」。有人稱將英語中的Queen翻譯為「女皇」，會與Empress混淆，是「不嚴謹的翻譯」。[5]亦有人反駁該觀點，指出中西君主及爵銜不能準確對應，不同的譯法各有其道理。[6]漢字文化圈在近代後期普遍將承繼羅馬帝國統治者頭銜（英白拉多、凱撒、奧古斯都等）的歐洲君主翻譯為皇或女皇，其他翻譯為王或女王。中华人民共和国官方媒体将「英国女皇」列作「错误翻译」[7][8]，但香港因為英屬時期的傳統，仍有保留英皇和英女皇的稱謂[9]。

#### 伊朗
安息帝國
- 穆薩：女性的王中之王（前2年—4年在位）

薩珊王朝
- 孛蘭 ：女性的王中之王（630年，631年—632年在位）
- 阿扎米杜赫特 ：女性的王中之王（630年—631年在位）

克爾曼王朝
- 萨夫瓦特丁可敦（英语：Padishah Khatun）（1292年—1295年在位）：可敦，又稱“帕迪沙”。

#### 格鲁吉亚
格鲁吉亚王国
- 塔瑪爾：女性的王中之王（1184年—1213年在位）
- 鲁速丹：女性的王中之王（1223年－1245年在位）

卡尔特利王国
- 塔玛尔（英语：Tamar of Kartli）：女性的王中之王（1744年－1746年在位）

#### 叙利亚
帕米拉帝國
- 芝诺比娅：巴尔米拉（摄政）王太后（267年—272年在位）、埃及女王（270年—272年在位）、巴尔米拉女皇（272年在位）

#### 吉爾吉斯
阿賴
- 庫爾曼江·達特卡：称“阿賴女沙皇”

#### 土耳其
東羅馬帝國伊苏里亚王朝
- 伊琳娜（797年—802年在位）：拜占庭帝国伊苏里亚王朝皇帝利奥四世皇后，君士坦丁六世生母，拜占庭帝国第一位女皇，也是伊苏里亚王朝末代女皇；780年其夫利奥四世死后立其子君士坦丁六世为帝，为皇太后，掌握实际大权；797年又废儿子，自立为女皇；802年被废黜，伊苏里亚王朝告终。她是拜占庭帝国历史上唯一使用阳性“皇帝”而非阴性“女皇”称号的女皇。

東羅馬帝國弗里吉亚王朝
- 塞克拉（842年—约856年在位）：米海尔三世的共治女皇帝

東羅馬帝國马其顿王朝

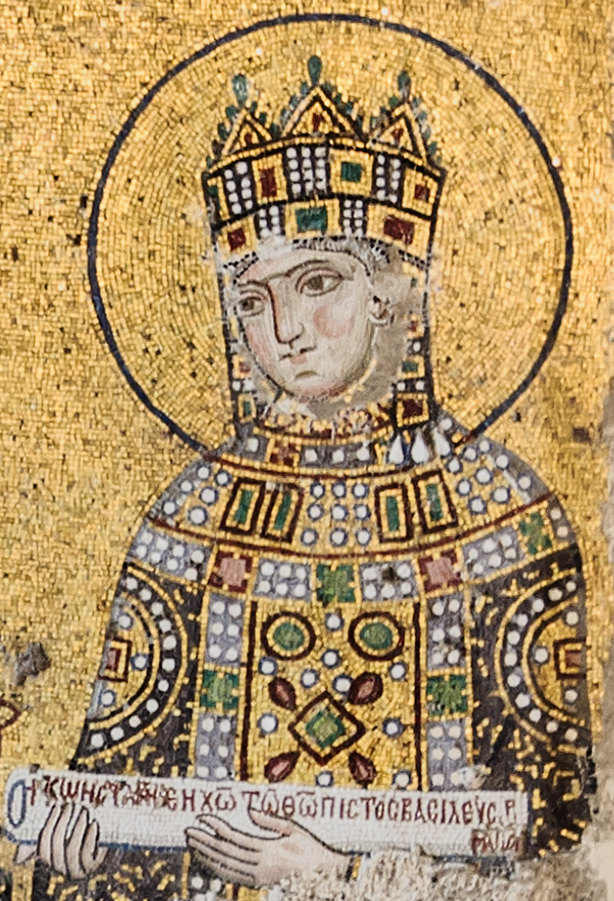
佐伊女皇

- 佐伊（1042年—1050年在位）：拜占庭帝国马其顿王朝皇帝君士坦丁八世与海伦娜皇后之女，皇帝罗梅纳斯三世皇后，拜占庭帝国第二位女皇；其父死后，夫罗梅纳斯三世即位，她与心腹宦官约翰共谋，于1034年杀其夫，同年与出身微贱的帕夫勒戈尼亚人米海尔结婚，助其登位为米海尔四世；1041年米海尔四世死，她立侄儿兼养子米海尔五世为帝；米海尔五世图谋将她排除，但她被忠诚于马其顿王朝的首都君士坦丁堡市民拥立，废米海尔五世，作为马其顿王朝正统嫡系与妹狄奥多拉共同在1042年即帝位；同年，以六十余岁之身与君士坦丁九世结婚，三位皇帝共同执政。
- 狄奥多拉（1042年－1056年在位）：拜占庭帝国马其顿王朝皇帝君士坦丁八世与海伦娜皇后之女，佐伊女皇之妹，拜占庭帝国第三位、也是最后一位女皇，马其顿王朝末代皇帝；1042年起与其姐佐伊和姐夫君士坦丁九世作为拜占廷帝国共主，三位皇帝共同执政；1052年其姐佐伊女皇死，与姐夫君士坦丁九世两人执政；1054年君士坦丁九世死后为单独的女皇；无嗣，1056年临终前指定米海尔六世即位，马其顿王朝告终。

東羅馬帝國杜卡斯王朝
- 欧多西亚·玛克勒姆玻利提萨（1067年在位）[10]

拉丁帝国
- 佛蘭德的約蘭達（1217年—1219年在位）[11]

特拉比松帝国
- 狄奥多拉（1284年—1285年在位）
- 伊琳娜·巴列奥略（1340年—1341年在位）
- 安娜·阿纳胡特卢（1341年—1342年在位）

### 歐洲

#### 俄罗斯
俄罗斯沙皇国戈东诺夫王朝
- 伊琳娜·戈东诺娃（1598年在位）：原为留里克王朝沙皇费奥多尔一世的妻子，在她的丈夫去世后的9天里，她作为事实上的独裁者维持着一个模糊的权力地位。

俄罗斯帝国罗曼诺夫王朝

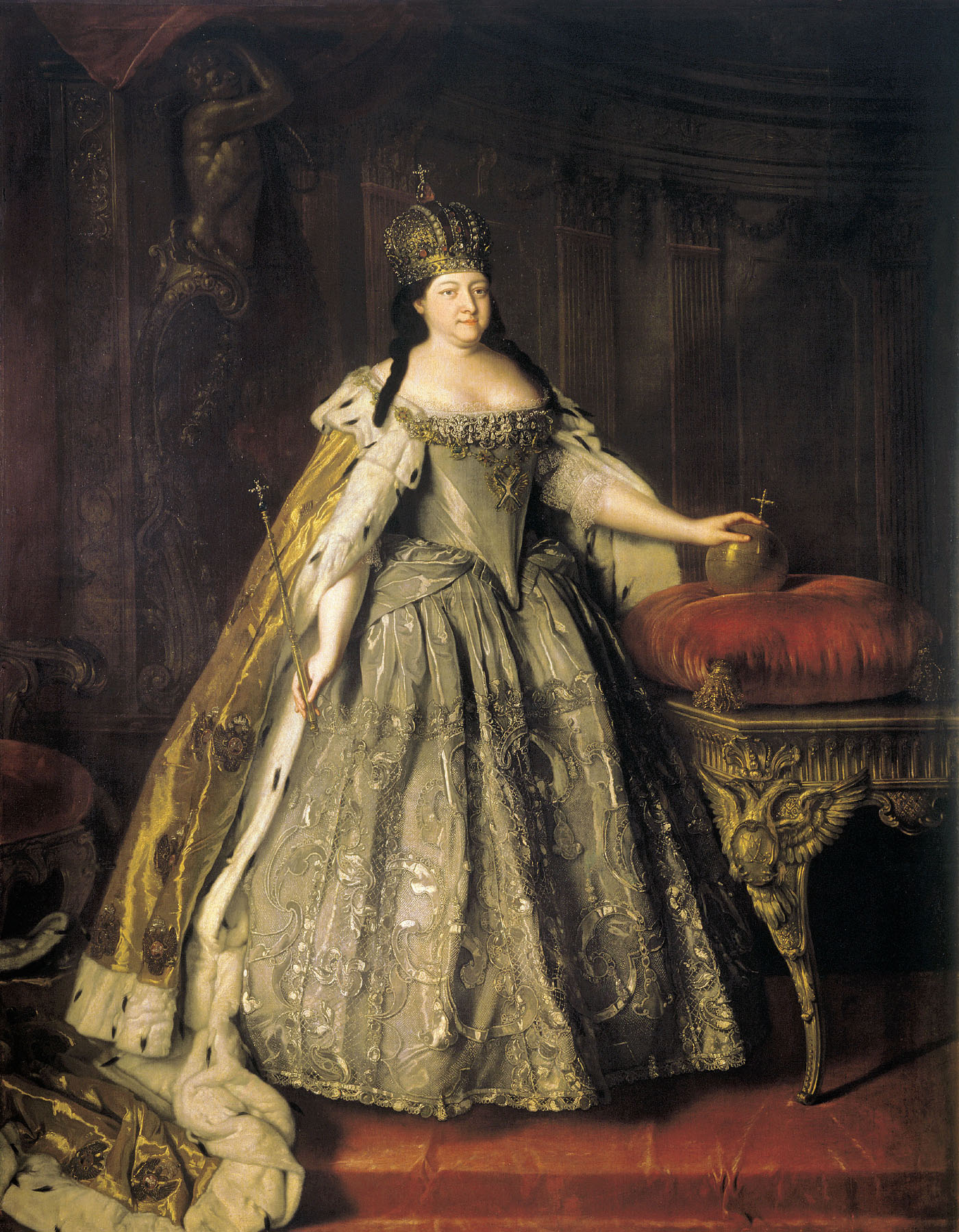
安娜女皇

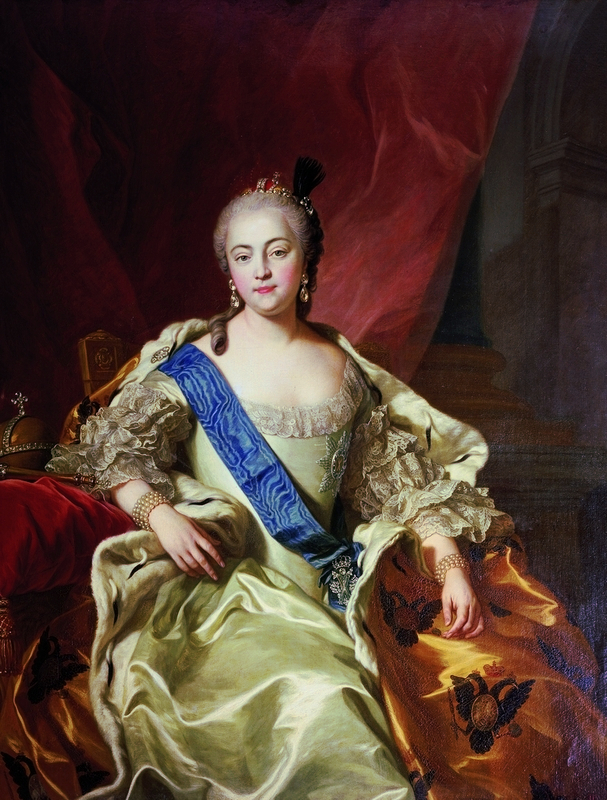
伊丽莎白女皇

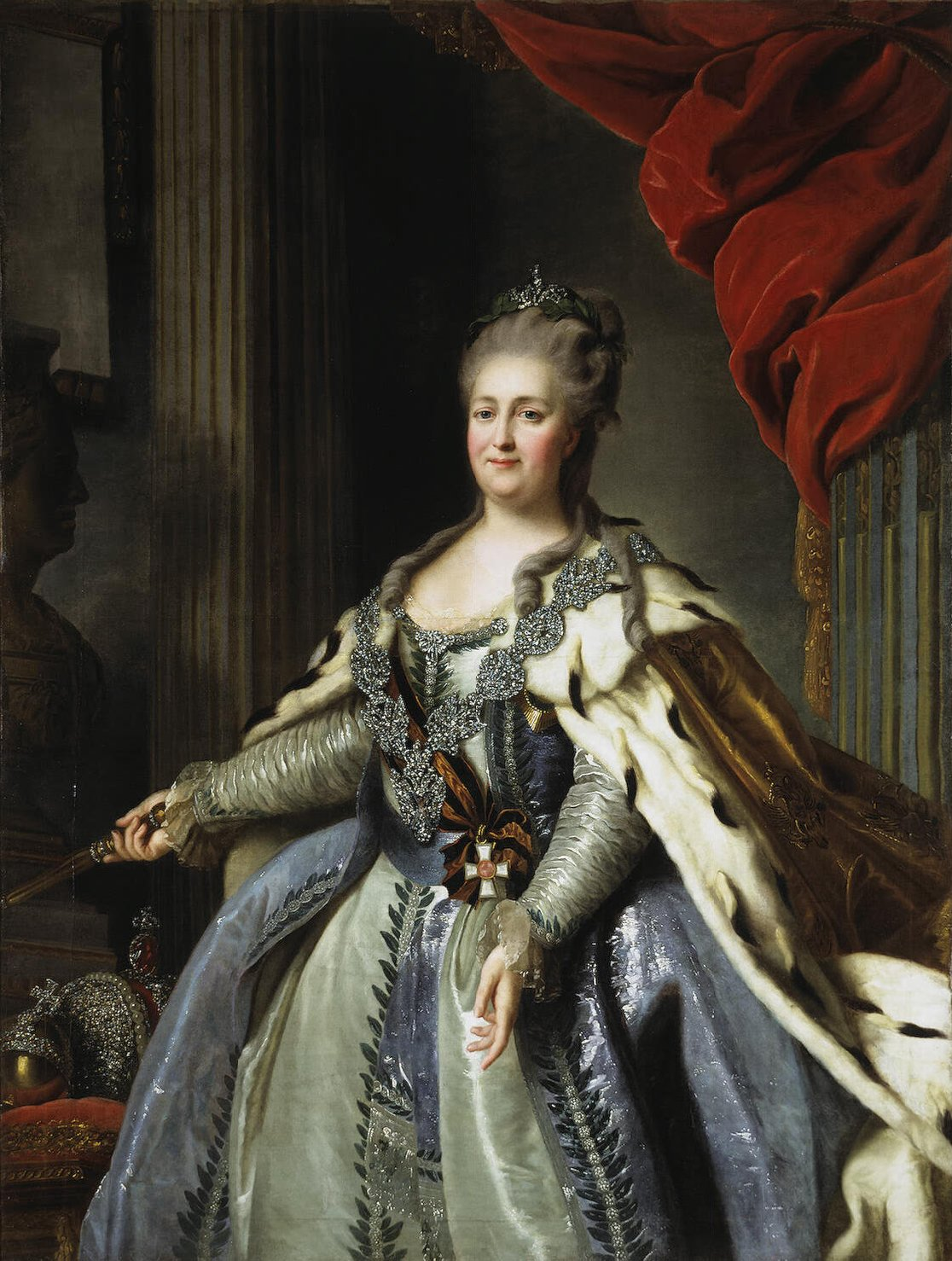
叶卡捷琳娜大帝

- 叶卡捷琳娜一世（1725年－1727年在位）：全名叶卡捷琳娜（一世）·阿列克谢耶芙娜·罗曼诺娃，俄罗斯帝国第一位皇帝彼得一世（即彼得大帝）的第二任皇后，俄罗斯帝国第二位皇帝、第一位女皇；本为立陶宛一农民之女，在大北方战争中为俄军所俘虏，旋为彼得一世所宠，成为他的情妇；1712年正式成为彼得一世的皇后；1725年其夫彼得一世死后得到近卫军支持乃登位為女皇。在位时间短，政治上无所建树；她与彼得一世育有五子六女，僅次女与三女长大成人，次女即后来的伊丽莎白女皇；死后无男嗣，令继孙彼得二世继位。
- 安娜一世（1730年－1740年在位）：全名安娜·伊凡诺芙娜·罗曼诺娃，俄国沙皇伊凡五世之女，俄罗斯帝国皇帝彼得一世侄女、彼得二世姑母，俄罗斯帝国第四位皇帝、第二位女皇；1710年与库尔兰公爵结婚，但不到三个月其夫死，遂以遗孀身份成为库尔兰女公爵，以后终身未嫁；1730年其侄彼得二世皇帝死后无嗣，遂即位为女皇；在位期间长期对外用兵，在波兰王位继承战争中与哈布斯堡家族的神圣罗马帝国皇帝卡尔六世联合对抗波旁王室的法国国王路易十五并取得胜利，但在南下进攻奥斯曼帝国的战争（第四次俄土战争）中受挫；以风流著称，无后，令其甥孙伊凡六世继位。
- 伊丽莎白一世（1741年－1762年在位）：全名伊丽莎白·彼得罗芙娜·罗曼诺娃，俄罗斯帝国皇帝彼得一世和女皇叶卡捷琳娜一世之女，皇帝伊凡六世之舅祖母，俄罗斯帝国第六位皇帝、第三位女皇；1741年发动宫廷政变，推翻其甥孙伊凡六世，自立为女皇，以彼得大帝合法继承人自居；在位期间鼓励商业发展，使俄国经济有所复苏；资助文学艺术创作，创建莫斯科大学和艺术院；对外参加七年战争，与法国和奥地利帝国结盟，对普鲁士作战屡屡获胜；但她给贵族以特权，使广大农奴处境更加艰难；亦以荒淫著称，终身未婚，死后无嗣，令外甥彼得三世继位。
- 叶卡捷琳娜二世（1762年－1796年在位）：即叶卡捷琳娜大帝，全名叶卡捷琳娜（二世）·阿列克谢耶芙娜·罗曼诺娃，俄罗斯帝国皇帝彼得三世皇后，俄罗斯帝国第八位皇帝、第四位也是最后一位女皇；本为德意志一公爵之女，1745年嫁于后来的彼得三世为妻；1762年伊丽莎白女皇死，无嗣，其夫彼得三世即位，为皇后，同年发动宫廷政变，废黜其夫彼得三世，自立为女皇。其在位期间发动第五、六次俄土战争并取得胜利，击败奥斯曼帝国，吞并克里米亚汗国，获得黑海的出海口；与普鲁士和奥地利帝国三次瓜分波兰，使俄国的地位空前提高，成为地跨欧亚大陆的全世界最大帝国，故被尊称为“大帝”，是俄罗斯历史上仅有的两个“大帝”之一（另一个是彼得大帝）；与法国启蒙思想家伏尔泰等交往密切，但思想仍旧保守，反对法国大革命；亦以风流著称，男宠众多，两个儿子（包括后来继帝位的保罗一世）都有可能是她与男宠之子。但关于保罗一世是私生子的传闻並不可靠，因为保罗一世无论相貌、性格皆與其父彼得三世相似。而也是因为保罗太像彼得三世的缘故，所以叶卡捷琳娜二世十分讨厌保罗。（传闻彼得三世没有生育能力，但并非事实，彼得三世曾与一情人有私生子）。

#### 西班牙
希梅尼斯王朝
- 烏拉卡：莱昂和卡斯蒂利亚女王（1109年—1126年在位）、加利西亞女王（1109年—1111年在位），自称“全西班牙女皇”（1109年—1126年在位）

#### 希腊
拉丁人治下的希臘
- 凯瑟琳一世（英语：Catherine I, Latin Empress）：名义上的拉丁帝国女皇（1283年—1307年在位），拉丁人治下的希臘承认她为女皇。
- 凯瑟琳二世（英语：Catherine of Valois–Courtenay）：名义上的拉丁帝国女皇（1307年—1346年在位），拉丁人治下的希臘承认她为女皇。

塞萨洛尼基（東羅馬帝國領地）
- 蒙费拉托的伊琳娜（英语：Irene of Montferrat）：稱“奧古斯塔”或“专制君主”（阴性形式），作为自治統治者（1303年—1317年在位）[13]。
- 萨伏依的安娜：拥有“奧古斯塔”和“獨裁者”（阴性形式）头衔，作为自治統治者（1351年—1365年在位）[14]。

伊庇魯斯專制國
- 玛丽亚（英语：Maria Angelina Doukaina Palaiologina）：伊庇鲁斯统治者（1384年—1385年在位），自称女皇

塞雷
- 保加利亞的海倫娜（英语：Helena of Bulgaria, Empress of Serbia）：拥有“女沙皇”頭銜，作为自治統治者（1355年—1365年在位）。

### 非洲

#### 埃及
托勒密王國
- 克娄巴特拉七世：女王（前51年—前30年在位），又称“萬王之女王”。

#### 埃塞俄比亚
埃塞俄比亚帝国
- 佐迪圖：王中之女王（1916年—1930年在位），埃塞俄比亚皇帝孟尼利克二世的私生女，埃塞俄比亚历史上唯一的女皇；1913年，其父孟尼利克二世病故，其异母姐妹之子埃雅苏五世继位；1916年，埃雅苏五世被废，遂即位为女皇，以堂弟塔法里·马康南亲王摄政并立为皇储；后与摄政王在改革还是守旧的问题上发生分歧，秘密策动前夫发动地方叛乱，但被摄政王镇压；1930年4月，在惊恐中病逝；摄政王即位，即埃塞俄比亚末代皇帝海尔·塞拉西一世。

### 美洲

#### 美国
阿科马克人
- 塔比蒂·艾比：女皇（1673年时在位）[15]
- 瑪麗：女皇（1705年时在位）[16]

## 其他
在历史上还有些朝代中也有权力超越了皇帝但并未篡权称帝的皇后、皇太后等女性统治者。这种情况，即是历史上所称的临朝称制，自武则天以后又叫垂帘听政，最典型的例子是战国时秦国的宣太后、西汉的吕后和晚清的慈安、慈禧太后。慈禧太后在慈安太后逝世后，成为大清唯一的实际统治者，继续掌控光绪帝的決策，甚至被称为“无冕女皇”。
其他例子如西辽的感天后和承天太后，蒙古帝国的乃马真和海迷失等，她们临朝称制时皇位空缺，成为实际上的一国之主，虽然未称帝，但一般把她们作为君主甚至準皇帝，最典型的标志就是以她们的名字和年号来纪年。
女性临朝称制在東亞历史中较常出现，原因在于儒家文化的独特性——“孝”。汉代以来，中国历代封建王朝无不对“孝”推崇有加，渗透于国家政治的方方面面至近代。在此背景下，太后凭借先皇帝遗孀和新皇帝母亲（嫡母）的身份，藉由父权，进入国家权力中心。
日本的传说與历史中，曾出现皇位空缺而暫由皇后臨朝的情況，如神功皇后曾在應神天皇即位前稱制69年，因此在明治维新以前，她也被视为天皇或准天皇；南北朝時期在足利尊氏的策劃下，使北朝方面完全沒有天皇管理朝政（天皇、上皇與法皇皆無），因此由後伏見上皇女御－西園寺寧子，以國母（光嚴天皇及光明天皇生母）的身分代行天皇職權，成為實際上的治天之君。

### 女性摄政
日本
- 神功皇后：或稱神功天皇，為仲哀天皇之皇后、應神天皇生母，在仲哀天皇駕崩後開始攝政，攝政期間長達39年，成為倭國實際上的統治者。在明治維新以前多被視為准天皇或女天皇，甚至一度被列入天皇任數的計算內，但現今只將神功皇后視為攝政皇后而非女天皇。
- 飯豐青皇女（440年－484年11月）：或稱飯豐天皇，古事記記載為履中天皇第一皇女，但日本書紀中卻是市邊押磐皇子之女。在清寧天皇駕崩直至顯宗天皇繼位以前，曾短暫臨朝聽政，但上述兩本史籍都不承認其為女天皇。而在扶桑略記一書中稱飯豐青皇女為「第24代飯豐天皇」。
- 間人皇女（？－665年3月16日）：或稱中皇命，舒明天皇皇女、孝德天皇皇后。於齊明天皇駕崩直至天智天皇即位前的空檔，她曾經短暫即位（或攝政）。有一說認為萬葉集中以「中皇命」之名留有和歌傳世者即間人皇女。

### 女性皇位覬覦者
巴西帝國

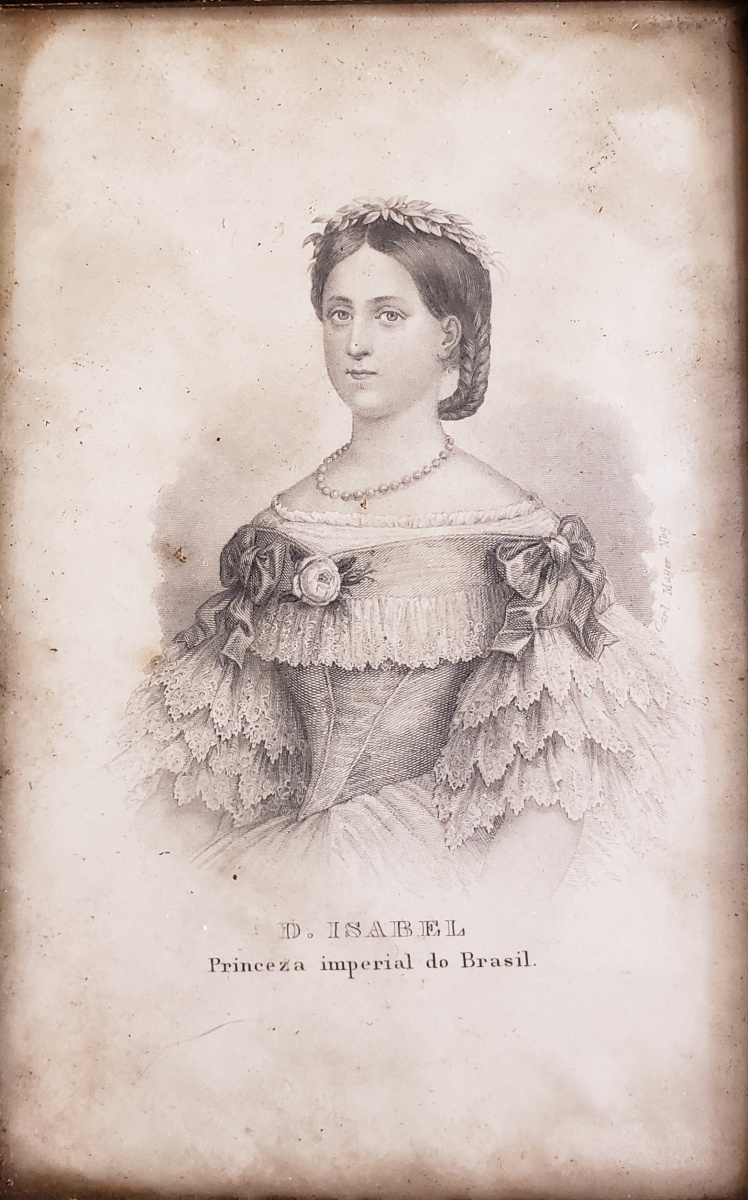
名义上的巴西女皇伊莎贝尔一世

- 伊莎贝尔一世（1846年－1921年）：巴西帝国末代皇帝佩德罗二世的长女，1850年弟弟皇储阿方索去世，她被繼立為女皇储。1889年她的父亲被推翻，君主制覆亡。1891年她的父亲去世，她成为名义上的巴西女皇伊莎贝尔一世，但只得到了君主制支持者的承认。

墨西哥
- 玛利亚·何塞法（1872年－1949年）：墨西哥皇帝阿古斯汀一世的后代，阿古斯汀之子皇储阿古斯汀的长孙女。墨西哥君主制于1867年覆亡，但阿古斯汀一世的后代仍要求墨西哥的皇位。1925年墨西哥王子阿古斯汀（三世）去世，玛利亚·何塞法作为他的侄女成为名义上的墨西哥女皇，但只得到了极少部分君主制支持者的承认。

朝鮮王朝
- 李海瑗（1919年4月24日－2020年2月8日），為朝鮮王朝王室與大韓帝國皇室後裔，朝鮮高宗孫女、義親王李堈次女，在世期間是朝鮮王朝王室及大韓帝國皇室的後裔中最年長者，為是第三十任朝鮮王朝家族首領，在2006年9月29日，於韓國首爾一家旅館自行舉行加冕儀式，自稱文化大韓帝國女皇，不過未獲韓國政府及民間認可。

俄罗斯帝国
- 瑪麗亞·弗拉基米羅芙娜·羅曼諾娃：她成为名义上的女皇，但只得到了君主制支持者的承认。